# 玉环鼓词
玉环鼓词，别名“唱词”，是发源于浙江温州瑞安（温州鼓词），后传入台州玉环的一种民间曲艺，用台州方言（太平话）演唱。温州鼓词在玉环港南地区开始流行，经过创新后流传到港北地区，最终在全县覆盖，兴盛一时，但在20世纪70年代后逐渐衰落。经传承人的保护和当地的扶持，玉环鼓词不断改革，并与时俱进创作曲目，逐渐受到社会各界的关注，并职业化运作。玉环鼓词被列入第五批浙江省非物质文化遗产代表性项目名录。

## 历史

### 发源

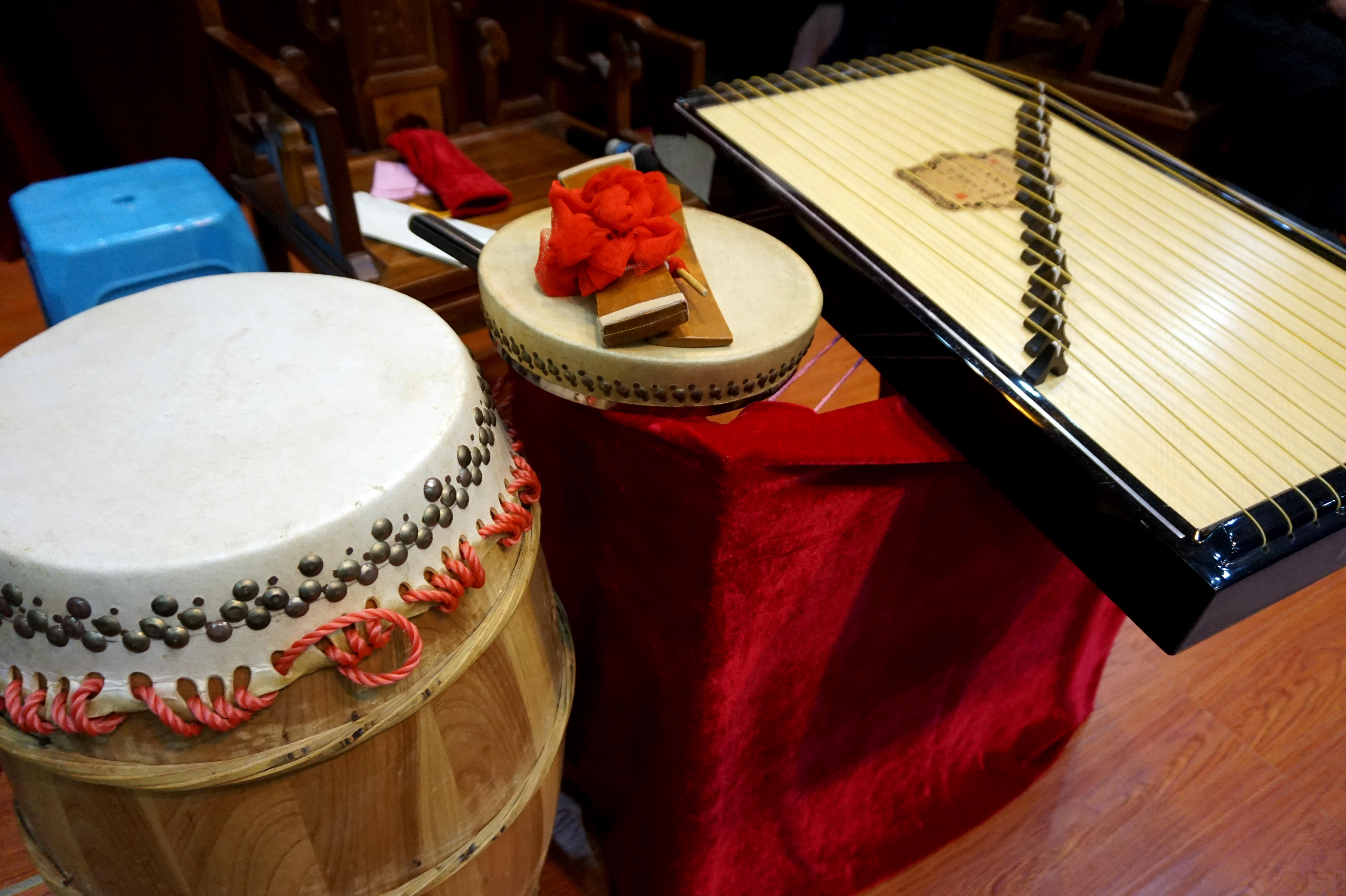
温州鼓词乐器，左起：大鼓、三粒板、扁鼓、牛筋琴。

温州鼓词于晚清时期传入玉环的港南（漩门湾以南）地区，流传到玉环后称“唱词”，距今已有一百多年。“鼓词”这一名称，是因为最早时候演唱的乐器为扁鼓。玉环鼓词原用温州方言演唱，内容主要是古代小说、神话、传记、民间传说等题材的改编。另一方面，传入初期，曲调平板单调，乐器简单，仅一鼓一押瑟作击节伴奏。同时，过去的鼓词演唱者大多为盲人，导致鼓词的传承发展面临困境。
1951年之后，玉环县鼓词协会成立，鼓词艺人纷纷加入，组织后的鼓词活动日益频繁。1964年，玉环建立曲艺队伍后，一批有文化的男女青年加入演唱队伍。玉环港北（漩门湾以北）地区以林太川、张庚清为首的第三代鼓词艺人，开始创新地用港北地区通用的台州方言（如太平话）演唱，鼓词逐渐被港北地区民众接受。鼓词演出覆盖全县城乡，鼓词艺人下乡巡回演唱。他们除演唱传统曲目外，还改编一批以革命斗争为题材的鼓词，深受大众喜爱。鼓词艺人还吸收戏剧等多种音乐元素，在伴奏时加用二胡、三弦、口琴和锣、钹等打击乐器，并改变表演形式，由一人演唱发展到对唱、三人合演、四人同台，拓宽了玉环鼓词的市场。当时，玉环鼓词的影响甚至波及到全台州地区。
文化大革命后，玉环鼓词于20世纪70年代后期一度复兴。之后，玉环鼓词逐渐衰落，为挽救这一局面，张庚清等艺人收徒传艺，带领弟子游走于玉环港北及温岭、黄岩、临海一带乡村，用台州方言演唱鼓词，但终究没能挽回。20世纪90年代开始，电视、电影等传播媒体进入寻常百姓家，伴随着群众娱乐方式的多样化，玉环鼓词也渐渐失去了市场，后来玉环鼓词常在庙会中演出，淡出舞台，唱词勉强维持。到2008年至2009年，玉环鼓词由兴转衰，仍然有少数鼓词艺人活动，但鼓词的受众面相比以前已经大大减少，玉环鼓词在夹缝中求生存。

### 传承与保护
为传承玉环鼓词，2008年元旦，张庚清及其弟子自费在台州十多个村，开展“玉环鼓词，唱响台州”巡回演出，自编了一些贴近现代生活的新曲目，并加入喜剧元素。2008年，玉环县非物质文化遗产普查结束，玉环鼓词被列入玉环县非物质文化遗产普查目录。2009年6月，玉环鼓词被列入台州市第三批非物质文化遗产名录，玉环鼓词成为当地的扶持项目。之后，群众对玉环鼓词的关注度日益提高，玉环鼓词还在中国·玉环海岛文化节上演出。
到2010年，从事玉环鼓词的艺人有十几位，年龄大多在40岁以上，年轻艺人几乎没有。出生于1984年的莫灵芝于2010年10月28日向张庚清拜师学艺。目前玉环鼓词的代表性传承人还有鲍孔德、鲍迪胜、蒋兴平等人。鲍孔德在17岁时向张庚清拜师，后担任台州市曲协副主席，这是鼓词艺术家首次进入曲协领导班子。鲍迪胜于1985年因事故成为残疾人，两年后开始学习玉环鼓词，已有三十多年。
蒋兴平则于1989年经人介绍，拜张庚清为师，成为玉环鼓词第六代传承人。他在秉承传统的基础上，结合现代的热门话题，创作贴近民生的作品。2008年下半年，蒋兴平创建“晨之星”农民艺术团，后更名为“蛮好望”，招募文艺爱好者下乡演出。2013年，他对传统玉环鼓词再次改革，将鼓词融入情景剧进行创作。2016年3月，蒋兴平注册成立浙江蛮好望文化传播有限公司，开始职业化运作。蛮好望公司于2016年11月2日被公布为首批玉环市非物质文化遗产传承基地。蒋兴平还在一些学校开展玉环鼓词演出。
2016年12月30日，浙江省人民政府公布第五批浙江省非物质文化遗产代表性项目名录，玉环鼓词名列其中。至此，玉环鼓词已被列入玉环、台州、浙江三级“非遗”保护名录。同时，玉环鼓词在不断改革和与时俱进中，逐渐受到了社会各界的关注。2020年8月15日下午，玉环鼓词艺术文化展示馆在清港镇文旦花开创意产业园开馆，蒋兴平担任负责人。馆内将展示鼓词演出相关的道具，并设置录制设备，参观者可聆听、亲自演奏鼓词，感受其魅力。

## 特色与乐器
玉环鼓词演唱时讲究字正、腔圆、板稳，吐字清楚。曲本形式有“折书儿”“小说”“部书”三种，句法主要是七字句、十字句，兼用五字句、叠板等。唱韵讲究押韵、自然，音节和谐。一个人在单档表演鼓词时可以敲奏4到6件乐器，同时要一个人表演着生、旦、净、丑等角色，兼扮各种不同性格、个性、神情的角色，要求其模仿多种声音，同时细致地刻画人物和交代情节。
演唱鼓词的乐器为“一琴一鼓一拍一梆”。“琴”指牛筋琴，弦为牛筋所制，有十五根弦，带有一鼓箸，琴身竖直放正中，演出时以鼓箸击打发音，音线柔美响亮，相较于寻常琴声略厚重，但最早时候没有琴，只有鼓。“鼓”指扁鼓（又叫词鼓），以牛皮覆盖。“拍”指三粒板（又名押瑟、三粒拍），是由枣木制作成的两薄一厚的木板，一薄一厚两板固定粘合，用红绳与另块薄板连接，用的时候类似于快板。“梆”名为抱月，是一个小木块。
鼓词艺人在演唱时，将四只凳脚倒置，用带绷成网状，右前放扁鼓，牛筋琴平直放于正中，右面凳脚系抱月，前围一幔，左手执三粒板，右手执鼓箸，端坐于椅上。艺人在牛筋琴上敲打发音，能奏出宫、商、角、徵、羽5种声音，同时在左手腕上敲打三粒板，敲出音乐的节奏。

## 价值
玉环鼓词善于叙事、长于抒情，曲句质朴、通俗易懂，反映了玉环区域文化审美特征，有着地方色彩、艺术特色和独特的文化特性，同时在语言文字、文学艺术、社会习俗等方面，具有较高的人文研究价值。玉环鼓词还对民众有一定的教化作用，能够产生潜移默化的影响。